# Limpieza en seco (película)
Limpieza en seco, título original en francés Nettoyage à sec y título internacional en inglés Dry Cleaning, es una película franco-española de 1997, dirigida por Anne Fontaine y protagonizada por Charles Berling, Miou Miou y Stanislas Merhar.

## Sinopsis
Nicole y Jean Marie son un matrimonio que se gana la vida modestamente regentando una lavandería en una pequeña ciudad de provincias. Sus vidas son monótonas y algo aburridas, no tienen vacaciones, no salen con amigos. Hasta que una noche, para escapar un poco de su rutina, deciden ir a una discoteca, donde asisten a un espectáculo de travestis. En cuanto conocen a Loic, la protagonista, la vida de la pareja cambia totalmente; una serie de sentimientos ocultos y placeres reprimidos se despiertan ellos, revolucionando su vida.

## Reparto
- Miou-Miou : Nicole Kunstler.
- Charles Berling : Jean-Marie Kunstler.
- Stanislas Merhar : Loïc.
- Mathilde Seigner : Marylin.
- Noe Pflieger : Pierre.
- Christopher King : Steve.
- Gérard Blanc : Bertrand.
- Betty Petristy : Madame Bertrand.
- Thérèse Gehin : Maryse.

 * Fuente : . 

## Producción
La película es una coproducción franco-española en la que participan por parte francesa Cinéa, Région Franche-Comté y Les Films Alain Sarde; por parte española intervino Maestranza Films.
La distribución internacional corrió a cargo de Pyramide Distribution y la española de Vértigo Films España.

## Recepción
La película fue en general bien acogida por crítica y público. 
En Rotten Tomatoes consigue un 80 % de aprobación de los críticos, con 12 críticas favorables y 3 negativas; por parte del público recibe un 68% de aprobación con una puntuación de 3.6 sobre 5 con más de 500 críticas.
En IMDb consigue una puntuación de 6.8 sobre 10, con más de 1200 reseñas.
En Filmaffinity la película obtiene un 6.3 sobre 10, con más de 175 votaciones.

## Premios y nominaciones
| Año  | Premio              | Categoría                  | Nominado                       | Resultado |
| ---- | ------------------- | -------------------------- | ------------------------------ | --------- |
| 1997 | Festival de Venecia | León de Oro                | Anne Fontaine                  | Nominada  |
| 1997 | Festival de Venecia | Premio Osella-Mejor Guion  | Anne Fontaine y Gilles Taurand | Ganadores |
| 1998 | Premios César       | Mejor actor                | Charles Berling                | Nominado  |
| 1998 | Premios César       | Mejor actriz               | Miou-Miou                      | Nominada  |
| 1998 | Premios César       | Mejor actriz secundaria    | Mathilde Seigner               | Nominada  |
| 1998 | Premios César       | Mejor revelación masculina | Stanislas Merhar               | Ganador   |
| 1998 | Premios César       | Mejor guion                | Anne Fontaine y Gilles Taurand | Nominados |
| 1998 | Premios Lumières    | Mejor actriz               | Miou-Miou                      | Ganadora  |

 * Fuente:  